# Teatr anatomiczny w Padwie

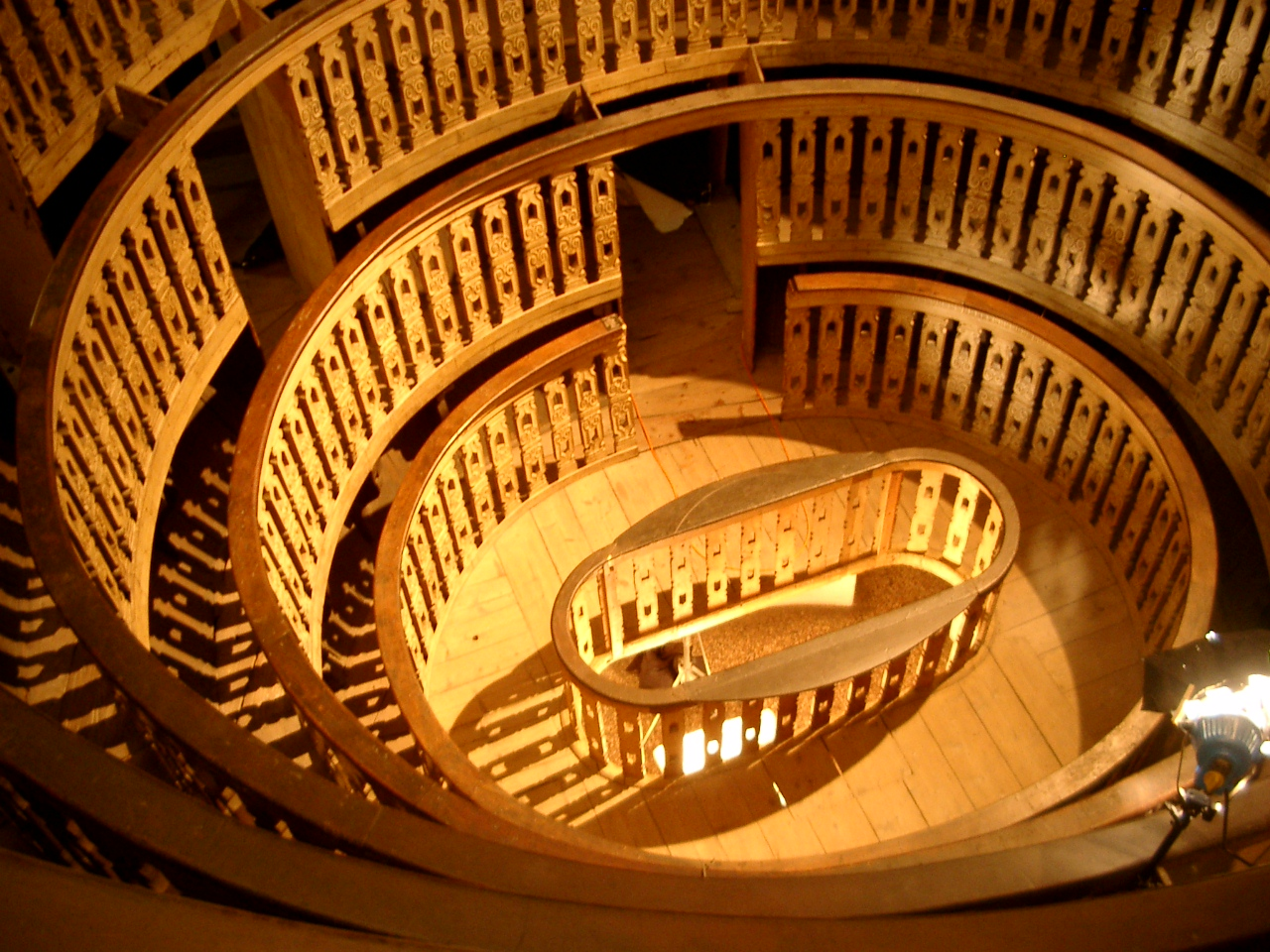

Teatr anatomiczny w Padwie (wł. teatro anatomico di Padova) – najstarszy teatr anatomiczny na świecie, mieszczący się w Pallazo del Bo – głównej siedzibie uniwersytetu w Padwie.
Zbudowany na polecenie anatoma Girolamo Fabrizio w 1594 roku. Zachowany w niezmienionej formie do dziś. Obecnie jest jedną z wielu atrakcji turystycznych.
Stół sekcyjny jest otoczony przez sześć okręgów służących za trybuny. Teatr swoim kształtem przypomina łupinę orzecha włoskiego.
W przeszłości, gdy zabraniano wykonywania sekcji zwłok, ciała były wciągane przez podziemny kanał, bezpośrednio na stół sekcyjny.